# غاري لوند
غاري لوند (بالإنجليزية: Gary Lund)‏ (13 سبتمبر 1964 في المملكة المتحدة - ) هو لاعب كرة قدم بريطاني في مركز الهجوم. شارك مع منتخب إنجلترا تحت 21 سنة لكرة القدم. أما مع النوادي، فقد لعب مع غريمسبي تاون ونادي تشيسترفيلد ونوتس كاونتي وهال سيتي ولينكولن سيتي أف سي.

## وصلات خارجية
- غاري لوند على موقع قاعدة بيانات كرة القدم.إي يو (الإنجليزية)